# Petr Hauser
Petr Hauser (* 19. září 2003, Plzeň) je český hokejový útočník hrající v klubu HC Škoda Plzeň, kde je na hostování z pražské Sparty. V roce 2023 reprezentoval Česko na mistrovství světa juniorů v ledním hokeji. S týmem získal stříbrnou medaili.

## Hráčská kariéra
Hauser debutoval v DHL extralize v týmu HC Sparta Praha, v sezóně 2020/21 kde nastoupil do sedmi zápasů. V sezóně 2022/23 se stal vítězem DHL extraligy.

## Reprezentační kariéra
Hauser v roce 2022 reprezentoval Česko na Mistrovství světa juniorů, kde zaznamenal v sedmi zápasech jeden gól a jednu asistenci. S týmem skončili na čtvrtém místě. V roce 2023 opět reprezentoval Česko na Mistrovství světa juniorů v ledním hokeji, kde v sedmi zápasech zaznamenal tři góly a jednu asistenci. S týmem získal stříbrnou medaili.

## Statistiky

### Reprezentace
| Rok                       | Tým                       | Soutěž                    | Z  | G | A | B | TM |
| ------------------------- | ------------------------- | ------------------------- | -- | - | - | - | -- |
| 2022                      | Česko 20                  | MS-20                     | 7  | 1 | 1 | 2 | 0  |
| 2023                      | Česko 20                  | MS-20                     | 7  | 3 | 1 | 4 | 6  |
| Juniorská kariéra celkově | Juniorská kariéra celkově | Juniorská kariéra celkově | 14 | 4 | 2 | 6 | 6  |